# Црвени Брег (Бела Паланка)
Црвени Брег је насеље у Србији у општини Бела Паланка у Пиротском округу. Према попису из 2022. било је 27 становника (према попису из 1991. било је 405 становника).

## Демографија
У насељу Црвени Брег живи 27 пунолетних становника, а просечна старост становништва износи 60,5 година (58,1 код мушкараца и 63,0 код жена). У насељу има 16 домаћинстава, а просечан број чланова по домаћинству је 1,69.
Ово насеље је великим делом насељено Србима (према попису из 2002. године), а у последња три пописа, примећен је пад у броју становника.
|  |

| Демографија | Демографија | Демографија |
| Година      | Становника  | Становника  |
| ----------- | ----------- | ----------- |
| 1948.       | 447         |             |
| 1953.       | 408         |             |
| 1961.       | 423         |             |
| 1971.       | 428         |             |
| 1981.       | 460         |             |
| 1991.       | 405         | 402         |
| 2002.       | 371         | 371         |
| 2011.       | 373         |             |
| 2022.       | 27          |             |

| Етнички састав према попису из 2002.‍ | Етнички састав према попису из 2002.‍ | Етнички састав према попису из 2002.‍ | Етнички састав према попису из 2002.‍ | Етнички састав према попису из 2002.‍ |
| ------------------------------------ | ------------------------------------ | ------------------------------------ | ------------------------------------ | ------------------------------------ |
|                                      |                                      |                                      |                                      |                                      |
| Срби                                 | Срби                                 |                                      | 365                                  | 98,38%                               |
| Роми                                 | Роми                                 |                                      | 5                                    | 1,34%                                |
| непознато                            | непознато                            |                                      | 1                                    | 0,26%                                |

| Година пописа     | 1948. | 1953. | 1961. | 1971. | 1981. | 1991. | 2002. |
| ----------------- | ----- | ----- | ----- | ----- | ----- | ----- | ----- |
| Број домаћинстава | 80    | 77    | 109   | 135   | 173   | 154   | 136   |

| Број чланова      | 1  | 2  | 3  | 4  | 5 | 6 | 7 | 8 | 9 | 10 и више | Просек |
| ----------------- | -- | -- | -- | -- | - | - | - | - | - | --------- | ------ |
| Број домаћинстава | 35 | 36 | 14 | 40 | 4 | 7 | 0 | 0 | 0 | 0         | 2,73   |

| Пол    | Укупно | Неожењен/Неудата | Ожењен/Удата | Удовац/Удовица | Разведен/Разведена | Непознато |
| ------ | ------ | ---------------- | ------------ | -------------- | ------------------ | --------- |
| Мушки  | 158    | 39               | 105          | 10             | 4                  | 0         |
| Женски | 157    | 28               | 105          | 18             | 6                  | 0         |
| УКУПНО | 315    | 67               | 210          | 28             | 10                 | 0         |

| Пол    | Укупно                    | Пољопривреда, лов и шумарство | Рибарство                            | Вађење руде и камена | Прерађивачка индустрија       |
| ------ | ------------------------- | ----------------------------- | ------------------------------------ | -------------------- | ----------------------------- |
| Мушки  | 66                        | 5                             | 0                                    | 0                    | 17                            |
| Женски | 48                        | 1                             | 0                                    | 0                    | 36                            |
| УКУПНО | 114                       | 6                             | 0                                    | 0                    | 53                            |
| Пол    | Производња и снабдевање   | Грађевинарство                | Трговина                             | Хотели и ресторани   | Саобраћај, складиштење и везе |
| Мушки  | 3                         | 9                             | 6                                    | 1                    | 11                            |
| Женски | 0                         | 1                             | 4                                    | 0                    | 1                             |
| УКУПНО | 3                         | 10                            | 10                                   | 1                    | 12                            |
| Пол    | Финансијско посредовање   | Некретнине                    | Државна управа и одбрана             | Образовање           | Здравствени и социјални рад   |
| Мушки  | 1                         | 1                             | 4                                    | 1                    | 1                             |
| Женски | 0                         | 0                             | 0                                    | 1                    | 4                             |
| УКУПНО | 1                         | 1                             | 4                                    | 2                    | 5                             |
| Пол    | Остале услужне активности | Приватна домаћинства          | Екстериторијалне организације и тела | Непознато            | Непознато                     |
| Мушки  | 3                         | 0                             | 0                                    | 3                    | 3                             |
| Женски | 0                         | 0                             | 0                                    | 0                    | 0                             |
| УКУПНО | 3                         | 0                             | 0                                    | 3                    | 3                             |